# Ageleradix jinfoshan
Espèce
Ageleradix jinfoshan est une espèce d'araignées aranéomorphes de la famille des Agelenidae.

## Distribution
Cette espèce est endémique de Chongqing en Chine,. Elle se rencontre dans le district de Nanchuan.

## Description
La femelle holotype mesure 7,94 mm.

## Systématique et taxinomie
Cette espèce a été décrite par Mu, Wang et Zhang en 2025.

## Étymologie
Son nom d'espèce lui a été donné en référence au lieu de sa découverte, le mont Jinfo.

## Publication originale
- Mu, Wang, Ren, Tian & Zhang, 2025 : « Review of the genus Ageleradix Xu & Li, 2007 (Araneae, Agelenidae), with descriptions of three new species. » ZooKeys, vol. 1236, p. 197-208 (texte intégral).